# Charaxes acolus
Charaxes acolus är en fjärilsart som beskrevs av Hans Fruhstorfer 1914. Charaxes acolus ingår i släktet Charaxes och familjen praktfjärilar. Inga underarter finns listade i Catalogue of Life.